# Agustín Martellotto
Agustín Martellotto Fabro (Ciudad de México; 25 de enero de 1993) es un futbolista mexicano de ascendencia argentina que juega como mediocampista. Es hijo del exfutbolista argentino Germán Juega actualmente en el Club Alianza Deportivo y Cultural Carrilobo,es el número 10 de este equipo y sin dudas uno de los mejores 10 de la zona 

## Trayectoria
Agustín nació en la Ciudad de México, debido a que durante ese tiempo su padre, Germán "Tato" Martellotto, jugaba para el Club América de la Primera División de México. De muy joven se regresó a su pueblo natal Calchín, ubicado en Córdoba, Argentina. Allí empezó a jugar con el Club Atlético Calchín, con quienes consiguió el campeonato de la Liga Independiente de Fútbol en el 2009.
Después se fue a vivir a México, donde jugó en diferentes ligas intercolegiales y en las reservas del Club de Fútbol Monterrey durante un corto periodo de tiempo antes de regresar a Argentina en el 2011 para jugar con el equipo de la cuarta división del Club Atlético Belgrano. En el 2014 regresó a México, pero esta vez para jugar con el equipo sub-20 del Club Santos Laguna. Se mantuvo un año en el equipo, en donde jugó 12 partidos y anotó un gol.

## Palmarés

### Campeonatos regionales
| Liga Independiente de Fútbol | Club Atlético Calchín | Argentina | 2009 | Liga De San Francisco | Club Alianza Carrilobo | 2024 |